# Super Tight
Super Tight ist das zweite Studioalbum des US-amerikanischen Rap-Duos UGK. Es erschien am 30. August 1994 über die Plattenfirma Jive Records.

## Titelliste
1. Return – 2:13
2. Underground – 3:18
3. It’s Supposed to Bubble – 4:30
4. I Left It Wet for You – 4:45
5. Feds in Town (feat. Mr. 3-2) – 5:33
6. Pocket Full of Stones Pt. 2 – 5:03
7. Front, Back & Side to Side (feat. Smoke D) – 5:14
8. Protect & Serve – 4:35
9. Stoned Junkee – 6:47
10. Pussy Got Me Dizzy (feat. Mr. 3-2) – 5:05
11. Three Sixteens (feat. DJ DMD) – 4:44

## Rezeption

### Chartplatzierungen
Super Tight stieg in den Billboard 200, den US-amerikanischen Album-Charts, auf Platz 95 ein. Es war über zehn Wochen in den Charts vertreten. In der Hitparade der Top R&B/Hip-Hop Albums belegte Super Tight Position neun.

### Kritik
Super Tight wurde Ende 2011 in einem Bericht des Hip-Hop-Magazins Juice über den Werdegang von UGK mit fünf von möglichen sechs „Kronen“ bewertet. Der Redakteur Ndilyo Nimindé lobt in der Kritik die „warmen Orgel-Chords“ von Return, die „Ego-Hymne“ I Left It Wet for You, das „grandiose“ It's Supposed to Bubble sowie das „unglaublich smoothe“ Underground. Die Texte des Albums sind aus Sicht von Nimindé jedoch zweirangig und werden durch die Bedeutung der von DJ DMD und Pimp C produzierten Beats überlagert.